# Dzieje Andrzeja
Dzieje Andrzeja – grecki apokryf Nowego Testamentu dotyczący postaci Andrzeja Apostoła. Zachował się we fragmentach.

## Charakterystyka
Jest to jeden z pięciu wielkich apokryficznych Dziejów Apostolskich, do których należą także Dzieje Jana, Dzieje Pawła, Dzieje Piotra i Dzieje Tomasza. Powstał około 250 roku po grecku. Jego autorem był człowiek wykształcony, znający retorykę i filozofię. Być może był konwertytą. W swoim utworze zawarł elementy gnostyckie, enkratyczne, platoniczne, neopitagorejskie i stoickie. Apokryf zawiera losy Andrzeja z uwzględnieniem licznych mów i cudów.
Apokryf był stosowany przez manichejczyków, m.in. w Psałterzu manichejskim. W taki też sposób charakteryzuje go Filastriusz. Utwór potępili również Euzebiusz z Cezarei, Epifaniusz z Salaminy (przypisujący korzystanie z niego przez orygenistów i apostolików), Tymoteusz z Konstantynopola i dekrety pseudogelazjańskie.

## Wersja Grzegorza z Tours
Grzegorz z Tours przerobił i ocenzurował znany od IV wieku przekład łaciński Dziejów Andrzeja. Grzegorz usunął bądź zmienił niektóre fragmenty, w tym zawierające elementy cudowności, usunął też długie mowy, które uznał za nudne. Wprowadził także cytaty z Biblii oraz dodał fragment Dziejów Andrzeja i Macieja w mieście ludożerców o uwolnieniu Macieja Apostoła, tutaj pomylonego z Mateuszem.